# Generosidade (virtude)

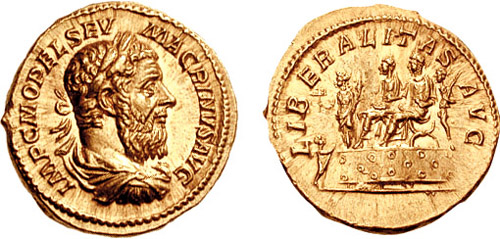
Áureo de Macrino r.: ele e seu filho Diadumeniano são descritos como aqueles que provém ao povo com Generosidade encarnada (com a legenda LIBERALITAS AUG[USTORUM])

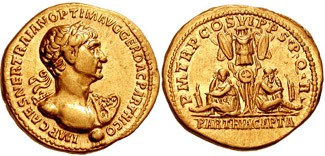
Áureo de Trajano r.

Generosidade (em latim: Liberalitas), na cultura da Roma Antiga, era a virtude do dar livremente (de liber, "livre"). A Generosidade esteve teologicamente relacionada à Providência, a personificação da providência, e Anona, a personificação do suprimento de grãos.
Em moedas, um líder político da República Romana ou um governante do período imperial pode ser descrito como exibindo magnanimidade ao povo romano, com a generosidade consubstanciada como uma deusa ao seu lado. A deusa generosidade aparece em moedas emitidas sob os imperadores Trajano (r. 98–117), Antonino Pio (r. 138–161) e Sétimo Severo, (r. 193–211) às vezes designada como Augusta ou Augusto em associado ao culto imperial. Em um exemplo, um romano estende sua toga para receber moedas derramadas pela Generosidade, com Antonino olhando sobre um assento elevado.
As virtudes divinas são às vezes associadas com um atividade particular ou função realizada pelo imperador - neste caso, o congiário ou a concessão presentes pelo imperador diretamente aos indivíduos. A promulgação da virtude particular foi considerada um epifania da deusa ou milagre (miraculum): pensou-se que ela teria se manifestado quando Trajano distribuiu presentes em dinheiro para a população durante sua cerimônia de chegada formal chamada advento (adventus) em 99. Plínio nomeia as qualidades da Generosidade em seu Panegírico para Trajano.